# Alexis de Turis
Alexis de Turis (grec antic: Ἀλέξις, llatí: Alexis; tradicionalment 390 aC-288 aC) va ser un poeta còmic i comediògraf grec nascut a Túrios, a la Magna Grècia.

## Biografia
Segons Suides, va adquirir els privilegis d'un ciutadà atenenc i va ser inscrit al dem de Leontins. Va ser oncle i instructor de Menandre d'Atenes. No es diu en quin any va néixer, però se sap que va morir amb 106 anys, segons Plutarc, i l'any 288 aC encara era viu. La ciutat de Tunis va ser destruïda pels lucans cap a l'any 390 aC, i sembla probable que els pares d'Alexis haguessin emigrat a Atenes davant de la imminent caiguda de la ciutat. Se suposa que hauria pogut néixer cap a l'any 394 aC.
Alexis va tenir un fill, Stéphanos, que també va escriure comèdies. Segons Ateneu de Naucratis, Alexis era molt aficionat a la bona taula. Plutarc du que va morir a l'escenari quan era coronat vencedor en una competició de comèdies. Els gramàtics antics el consideren un dels autors de la comèdia mitjana, i pels títols de les obres que han quedat sembla possible, però va ser durant més de trenta anys contemporani de Filípides d'Atenes, Menandre, Filemó el Vell i Dífil de Sinope, tots ells adscrits a la Nova comèdia.

## Obres principals
També segons Suides era un escriptor molt prolífic, i va escriure 245 obres de teatre. Ens han arribat els títols de 113 d'elles. Se'n mencionen alguns:
- Μεροπίς, Ἀγκυλίων, Ὀλυμπίδωρος, Παράδιτος. En aquestes quatre obres ridiculitzava Plató, i es van representar segurament a la 104 Olimpíada.
- Ἀγῶνις. On ridiculitzava Èsquines d'Atenes (cap al 345 aC)
- Ἀδελφοί i Στοατιώτης, on satiritzava Demòstenes, representades poc després del 343 aC.
- Ἵππος, en la que feia al·lusió a una invectiva de Sòfocles contra els filòsofs, l'any 316 aC.
- Πύραυνος, l'any 312 aC.
- Φαρμακοπώλη i Ὑοβολιμαῖος, les dues representades l'any 306 aC.

Algunes escenes i situacions es repeteixen en obres diferents, i com era costum, no tenia cap escrúpol en apoderar-se d'idees i situacions elaborades per altres poetes, com ara d'Eubule de Cèttia o de Caristi. Les seves obres van ser molt lloades, segons Ateneu de Naucratis, que diu que eren enginyoses i elegants. Els actors còmics romans, les representaven traduïdes al llatí. D'algunes d'elles se'n conserven fragments.